# Yuto Horigome
Yuto Horigome (født 9. september 1994) er en japansk fodboldspiller, som spiller for den japanske fodboldklub Albirex Niigata.